# Hilde Rake
Hilde Rake, conosciuta anche come Hilde Coppi (Berlino, 30 maggio 1909 – Berlino, 5 agosto 1943), è stata un'antifascista tedesca, moglie di Hans Coppi, appartenente col marito al gruppo di resistenza Schulze-Boysen-Harnack, giustiziata dai nazisti.

## Biografia
Hilde Rake era impiegata amministrativa presso la Cassa di previdenza sociale dei dipendenti del Reich a Berlino, quando nel 1935 conobbe Hans Coppi, un giovane militante comunista che poco tempo prima era stato rilasciato dal campo di concentramento dove era stato rinchiuso per attività antinazista. Hilde aveva tuttavia avuto contatti con membri del Partito Comunista di Germania già dal 1933. Attorno al 1940 si unì con Hans al gruppo di resistenza di Harro Schulze-Boysen e Arvid Harnack, e prese parte ad attività come l'affissione di manifesti e la distribuzione di volantini politici.
Hans e Hilde si sposarono il 14 giugno 1941. Ricercati dalla Gestapo, entrarono subito in clandestinità. I due si offrirono di fornire informazioni per radio all'Unione Sovietica dopo l'invasione dell'URSS da parte della Germania nazista (giugno 1941). L'anno dopo i Coppi prestarono aiuto a un agente segreto sovietico che era stato paracadutato in Germania. I coniugi Coppi vennero arrestati dalla Gestapo il 12 settembre 1942. Hilde Coppi era allora incinta del figlio Hans, che nascerà il 27 novembre 1942 nel carcere femminile di Barnimstraße a Berlino-Friedrichshain, e diverrà un noto storico. Hans venne condannato a morte dalla corte marziale del Terzo Reich il 19 dicembre 1942 e la sentenza venne eseguita tre giorni dopo nel carcere Plötzensee di Berlino; Hilde venne condannata a morte il 20 gennaio successivo e l'esecuzione, dopo che Hitler ebbe respinto la richiesta di grazia, venne ritardata fino ai primi di agosto per permettere l'allattamento al seno del bambino. Hilde venne pertanto ghigliottinata il 5 agosto 1943 nel carcere Plötzensee.

## Riconoscimenti
- Il liceo di Berlino-Karlshorst è intitolato a Hilde e Hans Coppi;[1]
- Peter Weiss parla dei coniugi Coppi nel romanzo autobiografico "Ästhetik des Widerstands" (L'estetica della resistenza);
- Un francobollo commemorativo per i coniugi Coppi emesso dalle Poste della DDR nel 1961.